# Аденийи, Джеймс
Сегун Джеймс Аденийи (англ. Segun James Adeniyi; род. 20 декабря 1992, Лагос, Лагос) — нигерийский футболист, полузащитник и нападающий турецкого клуба «Тузласпор».

## Карьера

### Клубы
Профессиональную карьеру начал в январе 2012 года, подписав контракт с клубом «Бюлис». Дебютировал за команду 23 сентября 2012 года. 26 сентября впервые вышел в стартовом составе в кубковом матче, в той же игре забил первый гол в карьере.
3 июля 2014 года, выступая за «Лачи», забил первый гол в еврокубках — в игре Лиги Европы против «Рудара». Отличился и в ответном матче между командами, а также забил решающий пенальти в послематчевой серии.
12 августа 2015 года сделал дубль в матче за Суперкубок, а также реализовал послематчевый пенальти. «Лачи» впервые в истории стал обладателем трофея.
1 февраля 2016 года перешёл в «Скендербеу», подписав контракт на три года. В дебютной игре за клуб забил сам и отдал голевую передачу.
4 мая 2016 года в игре против «Лачи», завершившейся со счётом 6:1 в пользу «Скендербеу», отдал три голевых передачи и забил два мяча. Всего за сезон 2015/2016 забил за два клуба 23 мяча в различных турнирах и выиграл чемпионский титул.

### Сборная
В 2009 году вызывался на сбор юношеской сборной Нигерии, но не сыграл за неё ни одного матча.

## Достижения
«Лачи»
- Обладатель Кубка Албании: 2014/15
- Обладатель Суперкубка Албании: 2015

«Скендербеу»
- Чемпион Албании: 2015/16